# Marne (tỉnh)
Marne là một tỉnh của Pháp, thuộc vùng hành chính Grand Est, tỉnh lỵ Châlons-en-Champagne, bao gồm 5 quận với các quận lỵ còn lại là: Épernay, Reims, Sainte-Menehould, Vitry-le-François. Tỉnh được đặt tên theo dòng sông Marne chảy qua nó. 
Các vườn nho Champagne sản xuất rượu vang sủi tăm nổi tiếng thế giới nằm trong Marne.